# Pseudoderopeltis albilatera
Pseudoderopeltis albilatera är en kackerlacksart som först beskrevs av Lucas J. Stal 1856.  Pseudoderopeltis albilatera ingår i släktet Pseudoderopeltis och familjen storkackerlackor. Inga underarter finns listade i Catalogue of Life.